# Steve Lathrop
Stephen Lathrop detto Steve (1950) è un ex sciatore alpino statunitense.

## Biografia
Sciatore polivalente originario di Waterville Valley, fece parte della nazionale statunitense dal 1969 al 1973; in Coppa del Mondo esordì il 20 gennaio 1970 a Kranjska Gora in slalom gigante, senza completare la gara, e ottenne il primo piazzamento il 25 gennaio seguente a Megève in slalom speciale quando si classificò 11º: tale risultato sarebbe rimasto il migliore di Lathrop nel circuito. Ai successivi Mondiali di Val Gardena 1970, sua unica presenza iridata, non completò lo slalom speciale.
Nel 1972 in Can-Am Cup vinse la classifica di slalom speciale e fu 2º in quella generale e nella stessa stagione ai Campionati statunitensi si aggiudicò il titolo nazionale nella discesa libera e nella combinata; il 18 marzo dello stesso anno bissò il suo miglior risultato in Coppa del Mondo, a Pra Loup in slalom speciale (11º). Nel massimo circuito internazionale ottenne l'ultimo piazzamento il 13 gennaio 1973 a Grindelwald in discesa libera (29º) e prese per l'ultima volta il via il 21 gennaio seguente a Megève in slalom speciale, senza completare la gara; non prese parte a rassegne olimpiche.

## Palmarès

### Can-Am Cup
- Miglior piazzamento in classifica generale: 2º nel 1972[6]
- Vincitore della classifica di slalom speciale nel 1972[2]

### Campionati statunitensi
- 2 ori (discesa libera[1], combinata[2][7] nel 1972)